# 崎山貝塚
崎山貝塚（さきやまかいづか）は、岩手県宮古市大字崎山第一地割・第二地割・第三地割にある縄文時代の貝塚および環状集落の遺跡。1996年（平成8年）7月16日、国の史跡に指定された。

## 概要
岩手県の太平洋沿岸は、そそり立つ奇岩が変化に富んで連続する風光明媚な陸中海岸国立公園にあたる。リアス式海岸であり、貝の成育に適した砂浜は発達していないが、海に突き出した海岸段丘上にはところどころに貝塚が形成されている。特に宮古湾が深く入り込んだ沿岸の西側には、縄文時代の前期から晩期にかけて貝塚を伴う5か所の拠点的な集落が営まれた。この地域の貝塚群は、周辺の海況を反映して多量には捕獲できない岩礁性の貝で構成されている。したがって貝塚の内容は、貝よりも人工遺物や獣・魚の骨などが目立つ。
宮古湾西岸の貝塚群には、1909年（明治42年）から1911年（明治44年）まで岸上鎌吉がしばしば訪れ、自著『Prehistoric Fishingin Japan』の資料収集のため鎌ヶ崎館山貝塚・大付貝塚などを発掘調査している。また1924年（大正13年）には、内務省考査官の柴田常恵が国指定史跡候補の調査のため、磯鶏蛭夷森貝塚や崎山貝塚などを発掘した。地元の研究者による熱心な研究、長谷部言人による人骨収集を目的とした大規模な発掘調査なども昭和初期まで実施され、この地の貝塚は古くから著名であった。
崎山貝塚は宮古湾の北部に位置し、海岸より1.5キロメートルほど内陸に入った館ケ森と呼ぶ丘陵から海に向かって北東に延びた標高115メートル前後の舌状台地に立地する。遺跡の両側は、現在水田耕作が行われている低湿地となっている。市街地に近く、すぐ西隣を国道45号が通り抜けるため、開発の波が押し寄せ、1984年（昭和59年）、1985年（昭和60年）には遺跡の南西部で宅地造成に伴う事前調査が実施された。この時点ですでに宮古湾貝塚群は破壊が進み、宮古市教育委員会は保存が良好な本貝塚を保護の目的で1986年（昭和61年）から範囲確認調査を実施しはじめた。
本遺跡は、縄文時代の前期から中期にかけて南東と北西の斜面に形成された貝塚と、中期後半に営まれた集落跡からなっている。南東斜面には3地点の貝塚が確認され、前期初頭から中期の初頭に形成され、シカ、イノシシ、タヌキ、イヌ、オットセイなどの獣骨、マイワシ、カタクチイワシなどの小型魚を主体にしてカツオ、ブリ、マダイ、フサカサゴ科・アイナメなどの魚骨、イガイを主体とした岩礁性二枚貝、フジツボ、ウニなどの動物遺体、土器、石器、釣針・刺突具・骨針・骨箆・叉状角製品・装身具などの骨角器などの多種多様な遺物が、厚いところで1.2メートル以上に累積している。北西斜面の貝塚は、斜面の中ほどに位置し、中期後半に形成された。
集落跡は、台地の頂部を平坦に削平し、台地の縁から斜面にかけて多量な遺物と共に排土を投棄し、いわゆる盛土遺構を形成している。さらに遺跡の中央部には、不整楕円形で環状に帯状の凹地を掘って中央に楕円形の広場を作出し、広場の東端には高さ約1メートルの石が立っている。近年まで西端にも大石が立っていたという。環状の凹地は、外側の長さが85メートルほどで、内側の広場が長径36.7メートル、短径21メートル、凹地の幅は12-18メートル、深さ1メートルほどに掘られていた。広場から環状の凹地にかけて配石をもつ墓穴と、大部分はフラスコ状貯蔵穴が設置されている。
環状の凹地の西側には、長軸130メートル、短軸100メートル以上の範囲に竪穴建物11棟以上と配石遺構など、東側は西に比べて小規模であるが、長軸90メートル、短軸50メートルほどの範囲に20棟以上の竪穴建物、3棟以上の掘立柱建物、多数の土坑や柱穴が分布する。なお、東には竪穴建物跡、環状溝の凹地、土坑の埋め土に、かつて石棒が埋設されていた状況で発見された。
本遺跡は、縄文時代中期に削平・盛土などの大土木工事を実施し、楕円形の環状の凹地を掘削して巡らした中央広場を挟んで、東西に居住域を配した典型的な拠点集落である。中央広場を環状に区画する凹地は全国初の発見であり、他の土木工事とともに集落の全体で計画的な造成を行ったことを示す。また貝塚は、前期のものとしては全国的にみても内容豊かな骨角器や動物遺体を含み、生業、食生活、自然環境などについて貴重な情報を提供する。遺跡全体は、自然景観とともに良好に保存されてもおり、縄文時代のわが国の歴史を知るうえできわめて重要である。そのため、国の史跡に指定されている。

## 史跡公園
国の史跡指定以後は「崎山貝塚縄文の森公園」として保存整備されている。また、園内には展示施設として「宮古市崎山貝塚縄文の森公園複合施設」が併設されている。複合施設はミュージアム、宮古市埋蔵文化財センター、崎山公民館、崎山出張所で構成される。地上2階地下1階、鉄骨造。敷地面積3,524m2、建築面積2,372m2、延床面積：2,746m2 (うちミュージアム975 m2) 。アトリエノルドの建築。2016年7月開館。館内の展示は専門家との高度なコラボレーションが実現され、縄文の時間を巡り学ぶ動線が、めりはりの利いた空間で導かれる計画となっている。展示物や展示内容と建築空間との融合も認められ、2018年、第38回東北建築賞作品賞を受賞。